# Vengeance (Prison Break)
« The Art of the Deal » redirige ici. Ne pas confondre avec le livre de Donald Trump et Tony Schwarz Trump par Trump.
Vengeance (The Art of the Deal) est le cinquante-septième épisode de la série télévisée Prison Break. C'est le dernier épisode de la troisième saison.

## Résumé
Au début de l'épisode, James s'enfuit et Michael et Lincoln essaient de le rattraper. Ils y parviennent finalement alors qu'il appelle Gretchen.
Lincoln récupère la conversation téléphonique avec Gretchen après avoir frappé James. Elle annonce qu'elle est en place à l'entrepôt, prête pour l'échange. Lincoln raccroche rapidement et demande à Michael ce qu'ils pourraient faire, étant donné qu'il leur a été difficile de trouver cet entrepôt et que Gretchen y est parvenue avant eux. Ils rappellent Gretchen peu après et lui donnent rendez-vous dans un endroit public très fréquenté, la place nommée « Plaza de Francia ».
Pendant ce temps, Luis Gallego trouve un barrage vers la frontière colombienne. Le père décide de cacher son fils aux policiers dans son véhicule et ils arrivent à le passer. Luis et son père arriveront plus tard à la maison. À la prison de Sona, L'officier chargé de l'affaire donne le choix à Fernando Sucre entre creuser sa tombe et dire où est Michaël.
Sur la place « Plaza de Francia », après avoir constaté que LJ et Sofia sont toujours en vie, Michael annonce à Gretchen que l'échange ne se fera pas ici et qu'il l'appellera dans 5 minutes pour lui dire où aller. L'échange se passera au Musée de l'Antiquité. En arrivant Gretchen est mécontente car elle voit qu'il y a un détecteur de métaux à l'entrée. Après avoir demandé à ses hommes de se poster à toutes les issues du musée, prêts à tirer, elle rend au point de rencontre.
L'échange de James contre LJ s'effectue. Avant de repartir, Michael surprend une discussion sur « les coordonnées » que James devait prétendument remettre à Gretchen mais qui, en réalité, n'existent pas. Sofia est désemparée et délaisse James en choisissant de rejoindre Michael. Ce dernier avait compris que Gretchen avait posté ses hommes à toutes les issues du musée. Il brise la vitre de protection d'un objet du musée, provoquant l'évacuation. Il dit alors à Gretchen qu'ils sortiront tous avec elle par la porte d'entrée et se faire fouiller. 
Arrivé à la sortie, un garde semble reconnaître Michael mais est interrompu par un autre garde qui a trouvé un objet semblant provenir du musée dans la poche de James. Alors que les gardes demandent la carte d'identité de James, Gretchen fait un signe à un de ses hommes pour venir les abattre. Celui-ci est coupé dans son élan par un garde qui lui saute dessus. La balle atteint Sofia. Michael est sur le point de tirer sur Gretchen, pour se venger, mais un garde tire en direction d'elle, et elle s'enfuit en camionnette avec James et ses hommes. James annonce à Gretchen qu'il a perdu le livre. LJ enjoint Lincoln à partir, et lui assure qu'il restera avec Sofia, qui est blessée.
À la prison de Sona, alors que Sucre est sur le point d'être enterré vivant, celui-ci ne dit toujours rien. Le général décide alors qu'il ne sert à rien de continuer car lui faire peur n'a rien donné : ils le sortent du trou. Sucre reçoit à ce moment un appel de Michael qui veut savoir comment il va. Devant l'officier, Sucre lui répond que tout va bien, et invente une histoire. Il lâche son téléphone et l'écrase au sol pour ne pas laisser de trace. Il va finalement être enfermé à Sona pour le reste de ses jours.
Mahone voit la porte du bar s'ouvrir, et c'est James Whistler qui entre. Il lui demande s'il est de leur côté et, sans une hésitation, répond oui.
Dans l'hôpital le plus proche, LJ arrive à la chambre de Sofia. Cette dernière, qui se rétablira prochainement, annonce qu'elle a quelque chose à dire à Lincoln.
LJ sort de l'hôpital, et avant d'annoncer la nouvelle, donne la fleur en papier à Michael, celle que ce dernier avait offerte à Sarah dans la prison (dans la saison 1) et lui dit qu'il est désolé. Ensuite, il dit à son père que Sofia a découvert qu'il y a une valise sous son lit qui appartient à Whistler. Lincoln lui dit que ça ne l'intéresse pas mais Michael semble bien décidé à aller vérifier. Michael et Lincoln vont chez Whistler et découvrent des papiers concernant un certain « Jason Lief ». Retrouver Whistler permettrait de retrouver Gretchen.
Lincoln dit à Michael que tout est fini et que c'est leur chance de repartir tous trois (avec LJ) à zéro, mais Michael lui fait rappeler que Sarah a été tuée. Lincoln lui présente ses excuses pour tout ça, et qu'il a fait tout son possible. Michaël lui dit qu'il sait bien, mais qu'il doit partir. Lincoln embrasse son frère qui lui donne les clés de la voiture, et part.

## Dernières minutes de l'épisode
Les dernières minutes de l'épisode voient s'afficher de courtes séquences avec les différents personnages, qui sont pensifs :
- Gretchen, James et Mahone partent ensemble en voiture ;
- Luis est dans sa maison familiale, souriant de retrouver son panier de basket ;
- T-Bag se réjouit de sa nouvelle politique pendant que Bellick s'adosse au mur de Sona et se laisse tomber, ne voyant probablement pas la liberté qu'il avait auparavant tutoyée ;
- Sucre quant à lui découvre l'enceinte de Sona ;
- Lincoln et LJ sont au chevet de Sofia, heureux d'être sortis d'une situation difficile ;
- Michael est au volant d'une voiture à la recherche de Gretchen, avec sur la banquette arrière la fleur en papier de Sarah ainsi qu'un revolver.